# A Chorus Line
A Chorus Line es un musical con libreto de James Kirkwood, Jr. y Nicholas Dante, música de Marvin Hamlisch y letras de Edward Kleban. Ambientado en el escenario vacío de un teatro neoyorquino, su trama central gira en torno a un grupo de bailarines que se encuentran audicionando para entrar a formar parte del cuerpo de baile de un espectáculo de Broadway. La obra explora la personalidad de cada uno de ellos a medida que van relatando sus propias experiencias y los motivos que les llevaron a dedicarse al mundo de la danza.
Tras varios workshops y una primera etapa en el Off-Broadway, A Chorus Line se estrenó oficialmente el 19 de octubre de 1975 en el Shubert Theatre de Broadway, convirtiéndose en un éxito sin precedentes y recibiendo numerosos reconocimientos entre los que destacan nueve premios Tony y el Pulitzer de teatro. Dirigido por Michael Bennett, quien también creó las coreografías junto a Bob Avian, el montaje original se representó durante quince años consecutivos y en su momento llegó a encabezar la lista de espectáculos de mayor permanencia en cartel en la historia de Broadway, si bien en la actualidad ocupa la séptima posición.
Desde su debut en Estados Unidos, A Chorus Line ha sido puesto en escena en múltiples ocasiones a lo largo de todo el mundo, incluyendo dos producciones en el West End londinense y un revival en Broadway. En 1985 fue llevado a la gran pantalla bajo la dirección de Richard Attenborough.

## Producciones

### Broadway
1975
A Chorus Line fue concebido a partir de una serie de conversaciones grabadas con un grupo de bailarines profesionales reflexionando sobre sus vidas. Estas sesiones, que se llevaron a cabo en los primeros meses de 1974 bajo la supervisión de Michael Bennett, dieron lugar a diferentes workshops en los que se fue perfilando lo que después sería el musical. Cuando comenzaron los ensayos en marzo de 1975, la obra superaba las cuatro horas de duración y hubo que concentrar los esfuerzos en condensar la historia para reducir el libreto.
El estreno de A Chorus Line tuvo lugar el 15 de abril de 1975 en el Public Theater, un escenario de 299 localidades situado en el Lower Manhattan. La entusiasta acogida por parte de crítica y público pronto evidenció la necesidad de un recinto de mayor capacidad. El 13 de julio de 1975, el espectáculo bajó el telón por última vez en el Public Theater e inmediatamente fue transferido al Shubert Theatre de Broadway, donde inició funciones el 25 de julio de 1975, si bien la première oficial no pudo celebrarse hasta el 19 de octubre de ese mismo año debido a una huelga de músicos que paralizó la actividad de los teatros neoyorquinos.
Producido por Joseph Papp y The New York Shakespeare Festival, A Chorus Line contó con una inversión de más de un millón de dólares y un equipo creativo formado por Michael Bennett en la dirección y coreografía, Bob Avian en la coreografía, Robin Wagner en el diseño de escenografía, Theoni V. Aldredge en el diseño de vestuario, Tharon Musser en el diseño de iluminación, Abe Jacob en el diseño de sonido y Donald Pippin en la dirección musical. El reparto original incluyó a intérpretes como Robert LuPone (Zach), Clive Clerk (Larry), Ron Kuhlman (Don), Kay Cole (Maggie), Wayne Cilento (Mike), Baayork Lee (Connie), Michel Stuart (Greg), Donna McKechnie (Cassie), Kelly Bishop (Sheila), Thomas J. Walsh (Bobby), Nancy Lane (Bebe), Patricia Garland (Judy), Ronald Dennis (Richie), Don Percassi (Al), Renee Baughman (Kristine), Pamela Blair (Val), Cameron Mason (Mark), Sammy Williams (Paul) o Priscilla Lopez (Diana).
Al igual que había ocurrido en el Public Theater, la obra recibió el apoyo de la crítica al dar el salto a Broadway y en la 30.ª edición de los premios Tony obtuvo doce nominaciones, imponiéndose finalmente en nueve categorías, entre ellas mejor musical, mejor libreto y mejor música original. Además, el montaje también fue reconocido con el Pulitzer de teatro, una distinción solo antes alcanzada por otros cuatro musicales.
El 29 de septiembre de 1983, A Chorus Line desbancó a Grease como el espectáculo de mayor permanencia en cartel en la historia de Broadway, récord que mantuvo hasta el 19 de junio de 1997, cuando fue superado por Cats.
Tras una andadura de quince años y 6 137 funciones, la producción dijo adiós definitivamente el 28 de abril de 1990, con más de 6,5 millones de espectadores a sus espaldas y unos ingresos de 146 millones de dólares acumulados.
2006
El primer revival neoyorquino levantó el telón el 5 de octubre de 2006 en el Gerald Schoenfeld Theatre de Broadway, dieciséis años después del cierre del montaje original. Esta puesta en escena, que previamente había podido verse en el Curran Theatre de San Francisco entre el 23 de julio y el 2 de septiembre de 2006, recuperó las icónicas coreografías de Michael Bennett y Bob Avian, recreadas para la ocasión por Baayork Lee, mientras que la dirección recayó en el propio Avian.
La compañía estuvo liderada por Michael Berresse como Zach (posteriormente reemplazado por Mario Lopez), Tyler Hanes como Larry, Brad Anderson como Don, Mara Davi como Maggie, Jeffrey Schecter como Mike, Yuka Takara como Connie, Michael Paternostro como Greg, Charlotte d'Amboise como Cassie, Deidre Goodwin como Sheila, Ken Alan como Bobby, Alisan Porter como Bebe, Heather Parcells como Judy, James T. Lane como Richie, Tony Yazbeck como Al, Chryssie Whitehead como Kristine, Jessica Lee Goldyn como Val, Paul McGill como Mark, Jason Tam como Paul y Natalie Cortez como Diana. El proceso de audiciones para seleccionar el elenco quedó recogido en la película documental Every Little Step, estrenada el 6 de septiembre de 2008 en el Festival Internacional de Cine de Toronto.
El espectáculo rápidamente se convirtió en un éxito de público, logrando recuperar la inversión inicial de ocho millones de dólares en tan solo diecinueve semanas. Sin embargo, en la 61.ª edición de los premios Tony no jugó un papel destacado y solo consiguió dos candidaturas en las categorías de mejor revival y mejor actriz de reparto (Charlotte d'Amboise). La producción también fue noticia por las negociaciones que se llevaron a cabo entre los herederos de Michael Bennett y los bailarines originales que contribuyeron a la creación del musical, para aclarar si estos últimos tenían derecho a recibir parte de las ganancias conforme al contrato firmado décadas atrás. Las conversaciones derivaron en un acuerdo económico cuyos términos nunca han sido revelados.
El 17 de agosto de 2008, tras casi dos años en cartel, A Chorus Line se despidió del Gerald Schoenfeld Theatre, habiendo realizado un total de 759 funciones regulares y 18 previas.

### West End
1976
La excelente respuesta en Norteamérica propició el salto a Londres, donde el espectáculo debutó el 22 de julio de 1976 en el Theatre Royal, Drury Lane, uno de los pocos escenarios del West End con el proscenio lo suficientemente ancho como para colocar a todos los protagonistas en línea. El elenco en un principio estuvo formado por intérpretes estadounidenses y no fue hasta seis meses después cuando se incorporó una compañía británica.
A Chorus Line recibió el aplauso de la crítica londinense y se representó durante casi tres años, siendo su última función el 31 de marzo de 1979. Uno de los hitos logrados por este montaje fue alzarse con el galardón al mejor musical en la primera edición de los premios Olivier.
2013
Entre el 19 de febrero y el 31 de agosto de 2013, el London Palladium acogió el primer revival de A Chorus Line en el West End, que fue un reflejo de la producción original y contó con dirección de Bob Avian y coreografía de Baayork Lee. La actriz Leigh Zimmerman, quien dio vida a Sheila en esta puesta en escena, fue reconocida con el Olivier a la mejor intérprete de reparto.

### Argentina
1980
La première mundial en idioma español tuvo lugar en 1980 en el Teatro El Nacional de Buenos Aires, de la mano de Alejandro Romay. Roy Smith fue el director y coreógrafo de este montaje en el que participaron figuras como Susana Agüero (Cassie) o Edda Bustamante (Sheila).
2019
Tras casi cuatro décadas de ausencia, A Chorus Line regresó a la cartelera porteña con una nueva puesta en escena que pudo verse en el Teatro Maipo entre el 9 de enero y el 17 de marzo de 2019, y más tarde en el Teatro Metropolitan entre el 29 de marzo y el 4 de agosto de 2019. Dirigido por Ricky Pashkus, el espectáculo contó con coreografía de Gustavo Wons, dirección musical de Gaspar Scabuzzo, traducción del texto de Fernando Masllorens y Federico González del Pino, y adaptación de las canciones de Marcelo Kotliar. El reparto estuvo encabezado por Martín Ruiz como Zach, Gustavo Wons como Larry, Laura Conforte como Cassie, Jessica Abouchan como Sheila y Sofía Pachano como Val.
Posteriormente esta misma producción se repuso en el Teatro Astral de Buenos Aires entre el 15 de enero y el 19 de julio de 2021 con algunas variaciones en el elenco, incluyendo a Roberto Peloni como Zach.

### España
1984
En España debutó el 13 de diciembre de 1984 en el Teatre Tívoli de Barcelona, adaptado al castellano por Nacho Artime y Jaime Azpilicueta, y protagonizado por una compañía procedente de Estados Unidos. En un principio la intención era contratar a bailarines locales, pero la falta de candidatos con la preparación adecuada hizo que se optase por traer el reparto de fuera. Roy Smith, quien ya había estado al frente de A Chorus Line en Argentina, México y Brasil, repitió como director y coreógrafo en la versión española, que fue un calco del montaje original. Para financiar los 60 millones de pesetas que costó el espectáculo (más de 360 000 euros) se creó la sociedad International Production, constituida por diferentes personalidades del mundo de la cultura y los negocios.
El 10 de febrero de 1985, A Chorus Line dijo adiós a la Ciudad Condal y a continuación fue transferido al Teatro Monumental de Madrid, donde se representó entre el 19 de febrero y el 24 de marzo de 1985. Aunque la obra obtuvo en general críticas favorables, la respuesta del público no fue la esperada en ninguna de las dos plazas y la inversión nunca llegó a recuperarse.
2019
A Chorus Line fue el título elegido para inaugurar el Teatro del Soho, un nuevo proyecto escénico impulsado por el actor Antonio Banderas en la ciudad de Málaga. El estreno tuvo lugar el 15 de noviembre de 2019, con el propio Banderas en el papel de Zach y un elenco liderado por Alberto Escobar como Larry, Fran del Pino como Don, Anna Coll como Maggie, Aarón Cobos como Mike, Cassandra Hlong como Connie, Ivo Pareja-Obregón como Greg, Sarah Schielke como Cassie, Kristina Alonso como Sheila, Albert Bolea como Bobby, Angie Alcázar como Bebe, Lorena Santiago como Judy, Daniel Délyon como Richie, Pablo Puyol como Al, Diana Girbau como Kristine, Beatriz Mur como Val, Roberto Facchin como Mark, Fran Moreno como Paul y Estíbalitz Ruiz como Diana.
Baayork Lee, una de las protagonistas de la producción original de Broadway y responsable de multitud de réplicas a lo largo de todo el mundo, fue la directora y coreógrafa de este montaje, tarea que compartió con Antonio Banderas en el caso de la dirección. El resto del equipo artístico lo completaron Carlos Torrijos en el diseño de iluminación, Javier Isequilla y Francisco Manuel Rubio López en el diseño de sonido, Arturo Díez Boscovich en la dirección musical, Ignacio García May en la traducción del texto y Roser Batalla en la adaptación de las canciones al castellano.
Una vez finalizadas las representaciones en Málaga, que se prolongaron hasta el 26 de enero de 2020, A Chorus Line también pudo verse en el Teatro Arriaga de Bilbao entre el 6 y el 16 de febrero de 2020, y en el Teatre Tívoli de Barcelona entre el 21 de febrero y el 11 de marzo de 2020, con Pablo Puyol como Zach. En un principio estaba prevista una estancia más larga en la Ciudad Condal, pero el cierre tuvo que ser adelantado debido a la pandemia de COVID-19.
Tras año y medio de inactividad, el espectáculo reemprendió funciones el 8 de octubre de 2021 en el Teatro Calderón de Madrid, donde permaneció en cartel hasta el 17 de abril de 2022 con algunos cambios en el reparto, destacando la incorporación de Manuel Bandera como Zach. Finalmente y como despedida definitiva, A Chorus Line se instaló en el Teatre Tívoli de Barcelona entre el 23 de abril y el 29 de mayo de 2022. En total, el montaje recibió a cerca de 200 000 espectadores durante las 336 representaciones que se llevaron a cabo.

### Otras producciones
A Chorus Line se ha estrenado en países como Alemania, Argentina, Australia, Austria, Brasil, Canadá, Chile, China, Corea del Sur, España, Estados Unidos, Francia, Hungría, Israel, Italia, Japón, México, Noruega, Países Bajos, Panamá, Reino Unido, Singapur, Sudáfrica o Suecia, y ha sido traducido a multitud de idiomas.
La primera ciudad estadounidense en poner en escena el musical después de Nueva York fue San Francisco, donde el espectáculo pudo verse en el Curran Theatre entre el 6 de mayo y el 26 de junio de 1976, protagonizado por gran parte del elenco original de Broadway.
Aunque el título no se suele traducir en los países de habla no inglesa, en México la obra es conocida como Un gran final o La línea del coro dependiendo de la producción. Bajo este último nombre se representó entre el 3 de noviembre de 2010 y el 1 de mayo de 2011 en el Centro Cultural de Ciudad de México, de la mano de OCESA. El actor y cantante español Paco Morales dio vida a Zach en esta ocasión.

## Adaptación cinematográfica
En 1985, A Chorus Line fue adaptado a la gran pantalla bajo la dirección de Richard Attenborough, con Michael Douglas (Zach), Terrence Mann (Larry) y Alyson Reed (Cassie) en los papeles protagonistas. Escrita por Arnold Schulman, la película introdujo varios cambios respecto a su predecesor teatral, suprimiendo algunos números musicales y añadiendo otros nuevos («Surprise, Surprise» y «Let Me Dance for You»). Además, el tema «What I Did for Love», que originalmente interpretaba el personaje de Diana como una oda a los profesionales del mundo de la danza y la pasión que sienten por su oficio, se convirtió en una canción de amor a través de la cual Cassie rememora su relación fallida con Zach. Sin embargo, a pesar del éxito obtenido sobre los escenarios, A Chorus Line fracasó en taquilla al dar el salto al cine y tampoco logró el reconocimiento de la crítica.

## Personajes
| Zach                    | El exigente director y coreógrafo que evalúa a los candidatos que se presentan a la audición. |
| Larry                   | Asistente de Zach. |
| Candidatos              | |
| Don Kerr (#5)           | A la edad de quince años trabajó en un local de striptease en Kansas City, donde se hizo amigo de una de las bailarinas. Actualmente está casado y tiene dos hijos.                                                                                          |
| Maggie Winslow (#9)     | Fue concebida por sus padres para intentar salvar su matrimonio, pero no funcionó, así que ella buscó refugio en el ballet. |
| Mike Costa (#81)        | El miembro más joven de una familia italoestadounidense de Nueva Jersey. Comenzó a interesarse por la danza con solo cuatro años de edad, viendo a bailar a su hermana mayor.                                                                                |
| Connie Wong (#149)      | De origen chino, su baja estatura le ha causado algunos problemas. |
| Greg Gardner (#67)      | Un judío treintañero del East Side que descubrió su homosexualidad durante su primer escarceo con una chica. |
| Cassie Ferguson         | Antigua amante de Zach. En el pasado fue una exitosa bailarina, pero tras romper con Zach se mudó a Los Ángeles para intentar triunfar como actriz. Sin embargo, las cosas no salieron como esperaba y ahora está de regreso en Nueva York buscando trabajo. |
| Sheila Bryant (#152)    | Experimentada y cínica, tras su fachada de mujer dura esconde una infancia infeliz. |
| Bobby Mills (#84)       | Un joven de buena familia con un pasado problemático debido a su excéntrica personalidad. |
| Bebe Benzenheimer (#37) | Una muchacha de Boston que solo se siente hermosa cuando baila. |
| Judy Turner (#23)       | Extravagante y con un gran sentido del humor, a la edad de quince años estuvo a punto de quitarse la vida por haberse perdido las audiciones para participar en un programa de televisión.                                                                   |
| Richie Walters (#44)    | Un joven afrodescendiente que aspiraba a convertirse en profesor de preescolar hasta que el baile se cruzó en su camino. |
| Al DeLuca (#17)         | Un italoestadounidense del Bronx que siempre está pendiente de su mujer, Kristine, y a veces termina las frases por ella. |
| Kristine Urich (#10)    | La esposa de Al. Nerviosa y un tanto atolondrada, le gustaría ser como Doris Day, pero le falta oído para cantar. |
| Val Clark (#179)        | Una excelente bailarina que decidió recurrir a la cirugía plástica para transformar su físico y así tener más oportunidades en el mundo del espectáculo. |
| Mark Anthony (#63)      | El más joven de los candidatos. Cuando era niño descubrió un libro de anatomía humana y comenzó a autodiagnosticarse enfermedades, llegando a confundir su primer sueño húmedo con los síntomas de la gonorrea.                                              |
| Paul San Marco (#45)    | De origen puertorriqueño, tuvo una infancia difícil debido a su homosexualidad. A la edad de quince años abandonó los estudios y se puso a bailar en un club drag.                                                                                           |
| Diana Morales (#2)      | Puertorriqueña del Bronx, en su adolescencia asistió a clases de interpretación en el High School of Performing Arts, pero no llegó a conectar con el método empleado por el profesor.                                                                       |

## Números musicales
| Título original                                            | Título en España (2019)   |
| «I Hope I Get It»                                          | «Espero conseguirlo»      |
| «I Can Do That»                                            | «Yo lo sé hacer»          |
| «And...»                                                   | «Y...»                    |
| «At the Ballet»                                            | «En el ballet»            |
| «Sing!»                                                    | «Cantar»                  |
| «Montage Part 1: Hello Twelve, Hello Thirteen, Hello Love» | «Montaje 1: Hola doce»    |
| «Montage Part 2: Nothing»                                  | «Montaje 2: Nada»         |
| «Montage Part 3: Mother»                                   | «Montaje 3: Madre»        |
| «Montage Part 4: Gimme the Ball»                           | «Montaje 4: Pásamela»     |
| «Dance: Ten; Looks: Three»                                 | «Baile: diez; look: tres» |
| «The Music and the Mirror»                                 | «Música y espejos»        |
| «One»                                                      | «One»                     |
| «The Tap Combination»                                      | «Combinación de claqué»   |
| «What I Did for Love»                                      | «Lo que hice por amor»    |
| «One (Reprise)/Finale»                                     | «One (Reprise)/Finale» *  |

* El reprise final de «One» se mantuvo en su idioma original en la producción española de 2019

## Repartos originales

### Broadway/West End
| Personaje | Broadway (1975)  | West End (1976)    | Broadway (2006)     | West End (2013)           |
| Zach      | Robert LuPone    | Eivind Harum       | Michael Berresse    | John Partridge            |
| Larry     | Clive Clerk      | T. Michael Reed    | Tyler Hanes         | Alastair Postlethwaite    |
| Don       | Ron Kuhlman      | Ronald Young       | Brad Anderson       | Gary Watson               |
| Maggie    | Kay Cole         | Jean Fraser        | Mara Davi           | Vicki Lee Taylor          |
| Mike      | Wayne Cilento    | Jeff Hyslop        | Jeffrey Schecter    | Adam Salter               |
| Connie    | Baayork Lee      | Jennifer Ann Lee   | Yuka Takara         | Alexzandra Sarmiento      |
| Greg      | Michel Stuart    | Mark Dovey         | Michael Paternostro | Andy Rees                 |
| Cassie    | Donna McKechnie  | Sandy Roveta       | Charlotte d'Amboise | Scarlett Strallen         |
| Sheila    | Kelly Bishop     | Jane Summerhays    | Deidre Goodwin      | Leigh Zimmerman           |
| Bobby     | Thomas J. Walsh  | Ron Kurowski       | Ken Alan            | Ed Currie                 |
| Bebe      | Nancy Lane       | Miriam Welch       | Alisan Porter       | Daisy Maywood             |
| Judy      | Patricia Garland | Yvette Mathews     | Heather Parcells    | Lucy Adcock               |
| Richie    | Ronald Dennis    | A. William Perkins | James T. Lane       | James T. Lane             |
| Al        | Don Percassi     | Steve Baumann      | Tony Yazbeck        | Simon Hardwick            |
| Kristine  | Renee Baughman   | Christine Barker   | Chryssie Whitehead  | Frances Dee               |
| Val       | Pamela Blair     | Mitzi Hamilton     | Jessica Lee Goldyn  | Rebecca Herszenhon        |
| Mark      | Cameron Mason    | Timothy Scott      | Paul McGill         | Harry Francis             |
| Paul      | Sammy Williams   | Tommy Aguilar      | Jason Tam           | Gary Wood                 |
| Diana     | Priscilla Lopez  | Loida Iglesias     | Natalie Cortez      | Victoria Hamilton-Barritt |

### España/América Latina
| Personaje | España (1984)     | México (2010)        | Argentina (2019)    | España (2019)      |
| Zach      | Sergio Cal        | Paco Morales         | Martín Ruiz         | Antonio Banderas   |
| Larry     | Paco Morales      | Gilberto Recoder     | Gustavo Wons        | Alberto Escobar    |
| Don       | Frank Cruz        | Humberto Ramos       | Juan José Marco     | Fran del Pino      |
| Maggie    | Marisol Morales   | Ana Cecilia Anzaldúa | Evelyn Basile       | Anna Coll          |
| Mike      | Alberto Denis     | Jacobo Toledo        | Juan Martín Delgado | Aarón Cobos        |
| Connie    | Silvya Dohi       | Marcela Nava         | Clara Lanzani       | Cassandra Hlong    |
| Greg      | Marcial González  | Antonio Mariscal     | Matías Prieto       | Ivo Pareja-Obregón |
| Cassie    | Lisa Christensen  | Estíbalitz Ruiz      | Laura Conforte      | Sarah Schielke     |
| Sheila    | Alina Ceñal       | María Filippini      | Jessica Abouchan    | Kristina Alonso    |
| Bobby     | Alberto Stevans   | Mauricio Salas       |                     | Albert Bolea       |
| Bebe      | Erin Boyd         | Alicia Paola         | Mariana Barcia      | Angie Alcázar      |
| Judy      | Michelle Emanuel  | Cecilia de la Cueva  |                     | Lorena Santiago    |
| Richie    | Rudy Lowe         | Kim Yáñez            | Menelik Cambiaso    | Daniel Délyon      |
| Al        | Scott Wagner      | Omar Rodriguez       |                     | Pablo Puyol        |
| Kristine  | Claudia Fenton    | Marilú García Luna   |                     | Diana Girbau       |
| Val       | Cilda Shaur       | Carolina Laris       | Sofía Pachano       | Beatriz Mur        |
| Mark      | Porfirio Figueroa | Roberto Hernández    | Emi Obern           | Roberto Facchin    |
| Paul      | José Martínez     | Rogelio Suárez       | Nicolás Di Pace     | Fran Moreno        |
| Diana     | Michelle Beteta   | Marcia Peña          | Mariu Fernández     | Estíbalitz Ruiz    |

Reemplazos destacados en la producción española de 2019
- Zach: Pablo Puyol, Manuel Bandera
- Larry: Pep Guillem
- Don: Zuhaitz San Buenaventura, Miguel Ángel Belotto
- Mike: Enric Marimon
- Sheila: Sonia Dorado
- Bobby: Álex Chávarri
- Judy: Lucía Castro
- Al: Fran del Pino, Víctor González
- Kristine: Beàlia Guerra
- Val: Lorena Santiago

## Grabaciones
Existen varios álbumes interpretados en sus respectivos idiomas por los elencos de las diferentes producciones que se han estrenado a lo largo de todo el mundo, incluyendo la versión en español que protagonizó Antonio Banderas en el Teatro del Soho de Málaga, además de la banda sonora de la adaptación cinematográfica y algunas grabaciones de estudio.

## Premios y nominaciones

### Producción original de Broadway
| Año  | Premio                               | Categoría                                          | Nominado                                           | Resultado |
| ---- | ------------------------------------ | -------------------------------------------------- | -------------------------------------------------- | --------- |
| 1976 | Tony Award                           | Mejor musical                                      | Mejor musical                                      | Ganador   |
| 1976 | Tony Award                           | Mejor libreto de un musical                        | James Kirkwood, Jr., Nicholas Dante                | Ganadores |
| 1976 | Tony Award                           | Mejor actriz principal en un musical               | Donna McKechnie                                    | Ganadora  |
| 1976 | Tony Award                           | Mejor actor de reparto en un musical               | Sammy Williams                                     | Ganador   |
| 1976 | Tony Award                           | Mejor actor de reparto en un musical               | Robert LuPone                                      | Nominado  |
| 1976 | Tony Award                           | Mejor actriz de reparto en un musical              | Kelly Bishop                                       | Ganadora  |
| 1976 | Tony Award                           | Mejor actriz de reparto en un musical              | Priscilla Lopez                                    | Nominada  |
| 1976 | Tony Award                           | Mejor música original                              | Marvin Hamlisch, Edward Kleban                     | Ganadores |
| 1976 | Tony Award                           | Mejor dirección en un musical                      | Michael Bennett                                    | Ganador   |
| 1976 | Tony Award                           | Mejor coreografía                                  | Michael Bennett, Bob Avian                         | Ganadores |
| 1976 | Tony Award                           | Mejor diseño de vestuario                          | Theoni V. Aldredge                                 | Nominada  |
| 1976 | Tony Award                           | Mejor diseño de iluminación                        | Tharon Musser                                      | Ganador   |
| 1976 | Drama Desk Award                     | Mejor musical                                      | Mejor musical                                      | Ganador   |
| 1976 | Drama Desk Award                     | Mejor libreto de un musical                        | James Kirkwood, Jr., Nicholas Dante                | Ganadores |
| 1976 | Drama Desk Award                     | Mejor actriz en un musical                         | Kelly Bishop                                       | Ganadora  |
| 1976 | Drama Desk Award                     | Mejor actriz en un musical                         | Donna McKechnie                                    | Ganadora  |
| 1976 | Drama Desk Award                     | Mejor dirección en un musical                      | Michael Bennett                                    | Ganador   |
| 1976 | Drama Desk Award                     | Mejor coreografía                                  | Michael Bennett, Bob Avian                         | Ganadores |
| 1976 | Drama Desk Award                     | Mejor música                                       | Marvin Hamlisch                                    | Ganador   |
| 1976 | Drama Desk Award                     | Mejores letras                                     | Edward Kleban                                      | Ganador   |
| 1976 | Pulitzer Prize                       | Pulitzer Prize                                     | Pulitzer Prize                                     | Ganador   |
| 1976 | Theatre World Award                  | Premio especial                                    | Premio especial                                    | Ganador   |
| 1976 | New York Drama Critics' Circle Award | Mejor musical                                      | Mejor musical                                      | Ganador   |
| 1978 | Disco de oro en Columbia Records     | Disco de oro en Columbia Records                   | Disco de oro en Columbia Records                   | Ganador   |
| 1984 | Tony Award (especial)                | Musical de Broadway de mayor permanencia en cartel | Musical de Broadway de mayor permanencia en cartel | Ganador   |

### Producción original del West End
| Año  | Premio                         | Categoría           | Nominado            | Resultado |
| ---- | ------------------------------ | ------------------- | ------------------- | --------- |
| 1976 | Olivier Award                  | Mejor musical nuevo | Mejor musical nuevo | Ganador   |
| 1977 | Evening Standard Theatre Award | Mejor musical       | Mejor musical       | Ganador   |

### Producción de Broadway de 2006
| Año  | Premio     | Categoría                             | Nominado                    | Resultado |
| ---- | ---------- | ------------------------------------- | --------------------------- | --------- |
| 2007 | Tony Award | Mejor revival de un musical           | Mejor revival de un musical | Nominado  |
| 2007 | Tony Award | Mejor actriz de reparto en un musical | Charlotte d'Amboise         | Nominada  |

### Producción del West End de 2013
| Año  | Premio        | Categoría                                 | Nominado                    | Resultado |
| ---- | ------------- | ----------------------------------------- | --------------------------- | --------- |
| 2013 | Olivier Award | Mejor revival de un musical               | Mejor revival de un musical | Nominado  |
| 2013 | Olivier Award | Mejor intérprete de reparto en un musical | Leigh Zimmerman             | Ganadora  |

### Producción española de 2019
| Año  | Premio                    | Categoría                          | Nominado                                       | Resultado |
| ---- | ------------------------- | ---------------------------------- | ---------------------------------------------- | --------- |
| 2020 | Premio Max                | Mejor espectáculo musical o lírico | Mejor espectáculo musical o lírico             | Nominado  |
| 2020 | Premio del Teatro Musical | Mejor musical                      | Mejor musical                                  | Ganador   |
| 2020 | Premio del Teatro Musical | Mejor dirección de escena          | Baayork Lee, Antonio Banderas                  | Ganadores |
| 2020 | Premio del Teatro Musical | Mejor dirección musical            | Arturo Díez Boscovich                          | Nominado  |
| 2020 | Premio del Teatro Musical | Mejor coreografía                  | Michael Bennet                                 | Ganador   |
| 2020 | Premio del Teatro Musical | Mejor diseño de iluminación        | Tharon Musser, Carlos Torrijos                 | Nominados |
| 2020 | Premio del Teatro Musical | Mejor diseño de sonido             | Javier Isequilla, Francisco Manuel Rubio López | Nominados |
| 2020 | Premio del Teatro Musical | Mejor actor protagonista           | Antonio Banderas                               | Ganador   |
| 2020 | Premio del Teatro Musical | Mejor actor de reparto             | Albert Bolea                                   | Nominado  |
| 2020 | Premio del Teatro Musical | Interpretación destacada masculina | Aarón Cobos                                    | Nominado  |
| 2020 | Premio del Teatro Musical | Interpretación destacada masculina | Alberto Escobar                                | Nominado  |
| 2020 | Premio del Teatro Musical | Interpretación destacada masculina | Zuhaitz San Buenaventura                       | Nominado  |
| 2022 | Premio del Teatro Musical | Mejor actor de reparto             | Álex Chávarri                                  | Ganador   |